# Tác, Fejér
Tác  este un sat în districtul Székesfehérvár, județul Fejér, Ungaria, având o populație de 1.681 de locuitori (2011). 

## Demografie
Componența etnică a satului Tác
     Maghiari (98,64%)
     Necunoscut (0,47%)
     Alții (0,88%)
Componența confesională a satului Tác
     Reformați (29,33%)
     Romano-catolici (29,21%)
     Fără religie (12,02%)
     Atei (1,01%)
     Necunoscută (27,72%)
     Luterani (0,71%)
     Alte religii (0,83%)
Conform recensământului din 2011, satul Tác avea 1.681 de locuitori. Din punct de vedere etnic, majoritatea locuitorilor (98,64%) erau maghiari. Apartenența etnică nu este cunoscută în cazul a 0,47% din locuitori. Nu există o religie majoritară, locuitorii fiind reformați (29,33%), romano-catolici (29,21%), persoane fără religie (12,02%) și atei (1,01%). Pentru 27,72% din locuitori nu este cunoscută apartenența confesională.